# Scelolyperus meracus
Scelolyperus meracus is een keversoort uit de familie bladkevers (Chrysomelidae). De wetenschappelijke naam van de soort werd in 1826 gepubliceerd door Thomas Say.